# Kamocsay Ákos
Kamocsay Ákos Imre (Veszprém, 1946. június 21. –) borász, a neszmélyi Hilltop egyik alapítója és vezetője, a borvidék elismert, ikonikus szakembere.
Sikerei között tarthatjuk számon az Angliában 1997-ben elnyert Év borásza címet, az 1998-as londoni Wine Challenge-n az Év fehérbora díjat, amit Cserszegijével ért el. 1999-ben Magyarországon az Év bortermelője díjjal ismerték el munkásságát, majd néhány szürettel később, 2004-ben a Hilltop lett az Év pincészete. 2005-ben megkapta A Magyar Érdemrend lovagkeresztje kitüntetést. Pályáját végigkísérik a hazai és nemzetközi elismerések, melyek közül az egyik legrangosabb szakmai díj a Les Citadelles du Vin 2015-ben elnyert aranyérme, amit a Kamocsay prémium olaszrizling 2013-mal érdemelt ki Bordeaux-ban. 
50-nél is több szüretet követően még mindig az újítószándék jellemzi. A hagyományokra, valamint tapasztalataira építve bátran lép hivatásában mások által még nem járt útra, így a 2020-as évek elején közreműködésével vezették be a merész és egyedülállóan új címkézést a Hilltop termékein. Az úgynevezett aromakörök segítségével felrajzolják a palackokban lévő borok sajátosságait ábrázoló aromatérképeket a címkékre. Ez a megoldás amellett, hogy kiugróan egyedi arculati megjelenést biztosít, edukálja is a borfogyasztókat. A fajták közötti különbségeket illatokkal és ízekkel mutatják be, így már kóstolás előtt megtalálhatják az ízlésükhöz legjobban illeszkedő bort a fogyasztók. Az arculati innováció a pozitív vevői visszajelzéseken túlmenően jelentős sikert hozott a 2022-es Paris Packaging Week-en, ahol a „Packaging of premium & Luxury Drinks Innovation Award” díjjal ismerték el a borászat legújabb fejlesztését.
Vezetésével és hat helyi borászat összefogásában született meg 2022-ben a "#Neszmély közösségi bor", a borvidék népszerűsítése érdekében. A kezdeményezés célja, hogy a borvidék egyedi stílusjegyeit bemutató borokat hozzanak létre a királyleányka, az olaszrizling, a rajnai rizling, a rizlingszilváni, a chardonnay, a pinot gris, illetve illatos fajtákként az Irsai Olivér, a cserszegi fűszeres és sárga muskotály házasításával.
Diplomaszerzés előtt az egyetem Irodalmi Színpadának tagjaként részt vett a Ki mit tud? televíziós vetélkedőn, ahol társulatuk első helyezést ér el.
Művészet- és irodalomkedvelő, gyakorlott teniszező, a 2000-es években vitorlázni kezdett. Nevéhez fűződik a balatoni Magyar Borregatta 2011-es megalapítása, melynek nem csupán ötletgazdája, de versenyzője is.